# Teofilakt Wyznawca
Teofilakt Wyznawca, cs. Swiatitiel Fieofiłakt ispowiednik, jepiskop Nikomidijskij, na Zachodzie znany jako Teofil (ur. ok. 765, zm. ok. 840) – biskup nikomedyjski, święty Kościoła katolickiego i prawosławnego.

## Życiorys
Żył w VIII-IX w. Początkowo był zwykłym mnichem, lecz za swe liczne cnoty został mianowany biskupem nikomedyjskim. Sprawując odpowiedzialny urząd święty wiele trudu poświęcał na budownictwo sakralne, wznosił szpitale i przytułki dla biednych i chorych. Często sam je odwiedzał, własnoręcznie obmywał rany chorych.
Gdy za panowania cesarza Leona V podjęto walkę z ikonami (ikonoklazm), święty stanął zdecydowanie w ich obronie. Zesłano go za to do miasta Strowil w Azji Mniejszej. Doznając licznych cierpień, spędził tam trzydzieści lat. Tam też zasnął snem wiecznym między 842-845 r. Około 847 r. jego relikwie przeniesiono do Nikomedii.

## Hagiografia
Święty Teofilaktt żył w Konstantynopolu w VIII wieku w okresie herezji ikonoklazmu. Po śmierci imperatora-ikonoklasty Leona IV Chazara (775-780) na tron wstąpił Konstantyn VI (780-797). Miała wtedy miejsce również i zmiana patriarchów: święty patriarcha Paweł Nowy (wspominany 30 sierpnia), niebędący na siłach kierować Kościołem przy coraz silniejszym ikonoklazmie, dobrowolnie zrzekł się katedry (784). Na jego miejsce wybrany został święty Tarazjusz (wspomnienie 25 lutego) – wtenczas pierwszy cesarski doradca. Po naleganiach nowego patriarchy był zwołany VII Sobór powszechny (787), który potępił herezję ikonoklazmu. W Kościele nastąpiły wtedy stosunkowo pokojowe czasy. Klasztory ponownie zaczęli napełniać ochotnicy życia duchowego.
Święty Teofilakt, oddany uczeń świętego Tarazjusza, po błogosławieństwie patriarchy razem ze świętym Michałem (wspomnienie 23 maja) oddalił się do klasztoru na brzeg Morza Czarnego. Gorliwi asceci poprzez swoje podobające się Bogu starania i skupionym molitewnym czynem otrzymali od Boga dar czynienia cudów. Po ich modlitwach w czasie silnej suszy, kiedy żniwiarze na polu opadali z sił od pragnienia, puste naczynie zaczęło wydzielać tyle wód, że ją starczało na cały dzień.
Po kilku latach pobytu w klasztorze obaj zostali przez patriarchę Tarazjusza wyświęceni na godność biskupią – święty Michał został biskupem Sinadskim, a święty Teofilakt – biskupem Nikomedii.
Stojąc na czele Kościoła Nikomedii, święty Teofilakt nieustannie troszczył się o powierzanej mu owczarni. Budował on świątynie, szpitale, domy pielgrzyma, szczodrze rozdawał jałmużnę, opiekował się sierotami, wdowami i chorymi, sam pielęgnował się trędowatymi, nie brzydząc się obmywać ich ran.
Kiedy imperialny tron zajął ikonoklasta Leon V Armeńczyk (813-820), straszna herezja zapaliła się z nową siłą.
Na imperatora-ikonoklastę nie potrafił wpłynąć i następca świętego patriarchy Tarazjusza – święty Nikifor (806-815; wspominany 2 czerwca), który wspólnie z biskupami nadaremnie przekonywał rządzącego by ten nie zakłócał kościelnego pokoju. Teofilakt był obecny na rokowaniach imperatora z patriarchą, demaskując przy tym heretyków, przepowiedział Leonowi V szybką zagładę. Za śmiałe proroctwo oświeciciel był zesłany do twierdzy Strowil (w Azji Mniejszej). Tu pozostawał on trzydzieści lat do samego zgonu, który miał miejsce około 845 roku.
Po przywróceniu kultu ikon w 847 roku, przy cesarzowej świętej Teodorze (842 - 855; + 867, wspominana 11 lutego) i synu jej Michale, święte relikwie biskupa Teofilakta zostały przeniesione do Nikomedii.
Tak o świętym wspomina się w Rzymskim Martyrologium: W Nikomedii św. Teofila, Biskupa, który za obronę obrazów Świętych został zesłany na wygnanie, gdzie też zakończył żywot.
Liturgiczne wspomnienie tego świętego w tradycji zachodniej przypada na 7 marca, we wschodniej dzień później (8 marca).

## Ikonografia
Na ikonach święty przedstawiany jest w tradycyjnym typie świętego biskupa, zazwyczaj w czerwonych liturgicznych szatach, często ozdobionych dużymi krzyżami. Ma dosyć długą, siwą brodę, zakończoną pięcioma kosmykami, a w niektórych ujęciach dużą łysinę czołową. Zazwyczaj prawą dłonią błogosławi, w lewej trzyma Ewangelię.

## Liturgika
Tropar św. Teofilakta Wyznawcy, biskupa Nikomedii, ton 6:
Ukrywając się, mieszkałeś, (o) przechwalebny, /lecz Chrystus cię pokazał, /jak latarnię na duchowym świeczniku, /i tablice tobie wręczył nauk duchowych, /nimi, oświecicielu Teofilakcie, /rozświetl i nas.